# Томечек, Якуб
Якуб Томечек (чеш. Jakub Tomeček; род. 23 мая 1991, Кыйов) — чешский стрелок, выступающий в дисциплине скит стендовой стрельбы. Бронзовый призёр Европейских игр 2019 года в Минске. Чемпион Европы 2019 и 2022.

## Карьера
Якуб Томечек выступает за чешскую сборную по стрельбе с 2005 года. Добивался успехов в юниорских соревнованиях: личное серебро чемпионата Европы 2009 года в Осиеке и командное золото чемпионата мира 2010 года. Первый взрослый успех пришёл к Томечеку в 2011 году, он стал бронзовым призёром чемпионата Европы в Белграде. Участник Олимпийских игр 2016 года в Рио-де-Жанейро (занял 19 место). 2019 год стал самым успешным в карьере Томечека. Он стал двукратным чемпионом Европы, завоевал бронзовую медаль Европейских игр и занял 3 место на этапе кубка мира в Акапулько, что позволило ему получить путёвку на Олимпийские игры 2020 года в Токио. В 2021 году стал серебряным призёром чемпионата Европы в хорватском Осиеке. На чемпионате Европы 2022 года в Ларнаке во второй раз в карьере выиграл золото в личных соревнованиях, также завоевав бронзовую медаль в миксте с Барборой Шумовой.